# Akterskeppet
Akterskeppet (Puppis på latin) är en stjärnbild på södra stjärnhimlen. 
Konstellationen är en av de 88 moderna stjärnbilderna som erkänns av den Internationella astronomiska unionen.

## Historik
Skeppet Argo var en av de 48 konstellationerna som listades av den antike astronomen Ptolemaios i hans samlingsverk Almagest. Stjärnbilden representerade den argonautiska skeppet som Jason seglade. 
Stjärnbilden förekom första gången på bild i Johann Bayers stjärnatlas Uranometria, som utkom 1603. Konstellationen blev oriktigt avbildad, eftersom den inte var synlig från norra halvklotet.
Skeppet Argo blev ordentligt kartlagt 1752 av den franske astronomen och kartografen Nicolas Louis de Lacaille. Han bildade Seglet, Akterskeppet och Kölen, där kölen var den största. Trots uppdelningen behöll Lacaille Bayer-beteckningarna för skeppet Argo. Därför har Kölen stjärnorna Alfa, Beta och Epsilon, Seglet har Gamma och Delta, medan Akterskeppet har Zeta.

## Mytologi
Akterskeppet är en del av det stora skeppet Argo Navis som enligt mytologin byggdes av Jason. Det var känt som det första skeppet som någonsin gav sig ut på havet och som den på vilken argonauterna färdades i sin expedition till Colchis i jakten på det gyllene skinnet. Sir Isaac Newton bestämde tiden för byggandet av detta skepp till 936 f.Kr.. Romarna kallade det antingen "Argo" eller "Navis" medan araberna helt enkelt kallade det "ett skepp". För den bibliska skolan representerar det Noas ark. Egyptierna ansåg att det representerade en ark som bar Osiris och Isis över den översvämmade floden.

## Stjärnor
De ljusstarkaste stjärnorna är:

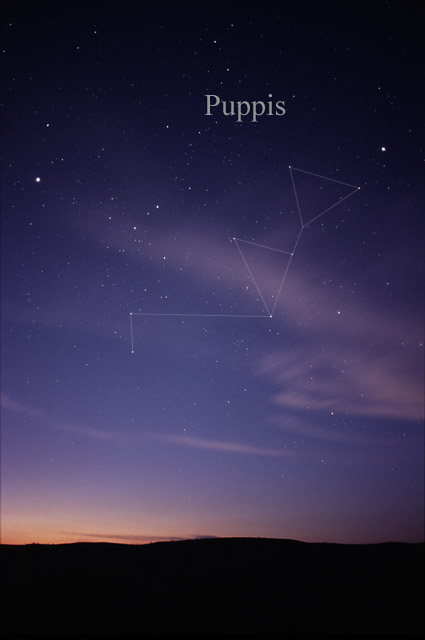
Stjärnbilden Akterskeppet (Puppis) som den kan ses med blotta ögat. (Vriden 90° moturs jämfört med kartan.)

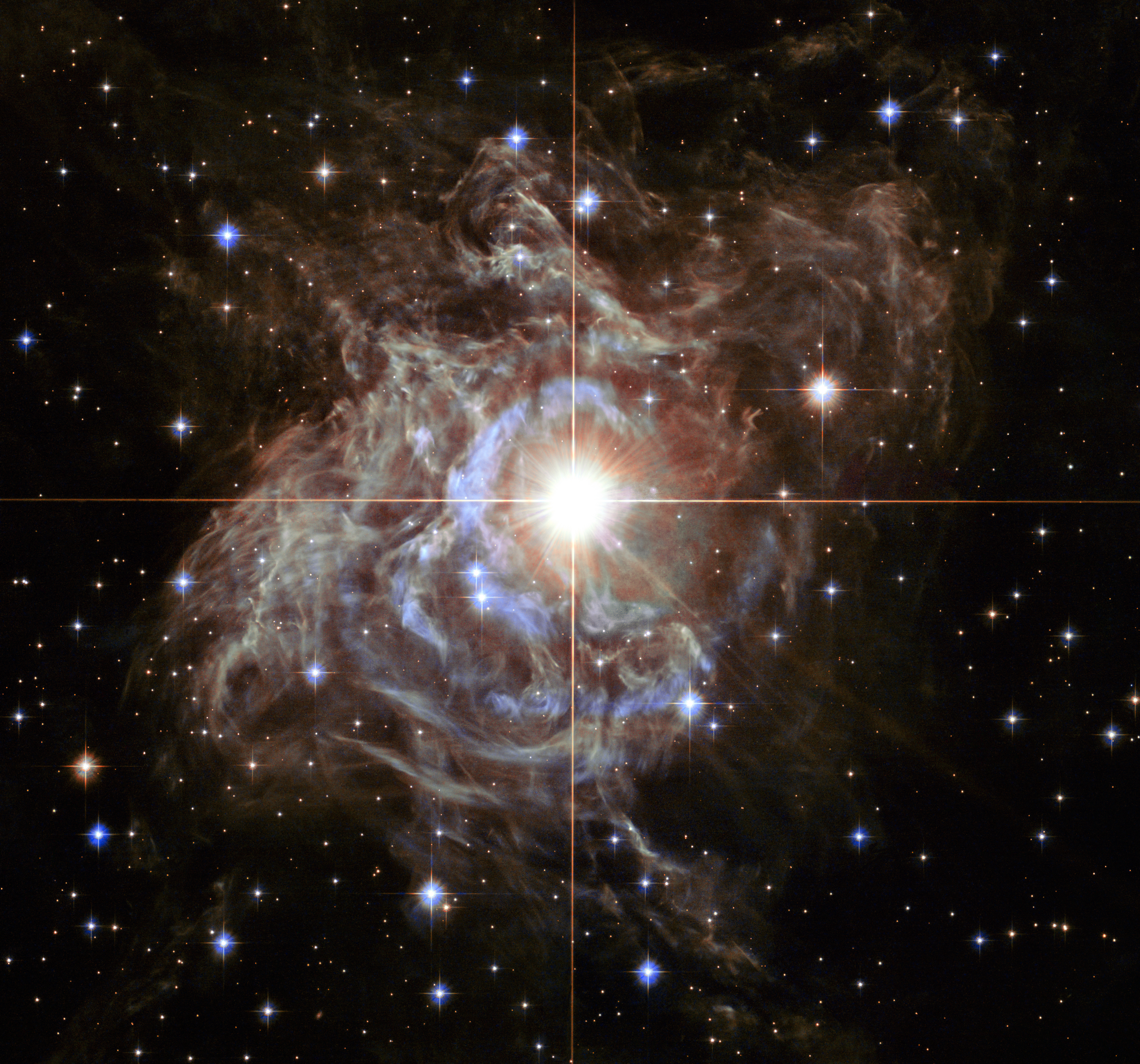
Cepheiden RS Puppis sedd av Hubbleteleskopet.

- ζ - Zeta Puppis (Naos) är en blå superjätte och troligen en Alfa Cygni-variabel av magnitud 2,25.
- π - Pi Puppis (Ahadi) är en dubbelstjärna av magnitud 2,70, där huvudstjärnan är en orange superjätte av halvregelbundet pulserande magnitud.
- ρ - Rho Puppis (Tureis) är en gulvit ljusstark jätte och Delta Scuti-variabel av magnitud 2,68 till 2,87.
- τ - Tau Puppis (El Rehla) är en spektroskopisk dubbelstjärna av magnitud 2,93 där huvudstjärnan är en orange jätte.
- ν - Nu Puppis (Kaimana) är en blåvit jätte och Beta Cephei-variabel av magnitud 3,17.
- σ - Sigma Puppis (Hadir) är en dubbelstjärna där huvudstjärnan är en orange jätte och ellipsoidisk variabel av magnitud 3,25.
- ξ - Xi Puppis (Asmidiske) är en gul superjätte av magnitud 3,30.

Några ljussvagare stjärnor är:
- ο - Omikron Puppis är en blåvit underjätte, Be-stjärna och Lambda Eridani-variabel av magnitud 4,49.
- L2 Puppis är en oregelbunden röd jätte av en magnitud som varierar från 2.6 till 8.0. (Markerad som en liten ring snett ner till höger om σ i kartan.)
- RS Puppis är en gulorange superjätte och Delta Cephei-variabel av magnitud 6.70. Den är en av de ljusaste av de kända cepheiderna i Vintergatan och en av de längsta perioderna med 41,4 dygn.[14]

## Djuprymdsobjekt

### Stjärnhopar
Eftersom vintergatan går igenom Akterskeppet finns det i stjärnbilden ett stort antal öppna stjärnhopar:
- Messier 46 (NGC 2437) är en öppen stjärnhop av magnitud 6,1 och ligger omkring en grad väster om M47.
- Messier 47 (NGC 2422) är en öppen stjärnhop av magnitud 4,4 och kan under goda förutsättningar ses med blotta ögat. Dess ljusaste stjärna är av magnitud 5,7.
- Messier 93 (NGC 2447) är en annan öppen stjärnhop av magnitud 6,2.
- NGC 2451 är en öppen stjärnhop av magnitud 2,8 som innehåller dubbelstjärnan c Puppis som i sig är av magnitud 3,61. Stjärnhopen består egentligen av två hopar på 600 och 1200 ljusårs avstånd.[15]
- NGC 2477 (Caldwell 71) är en öppen stjärnhop av magnitud 5,8. Stjärnhopen är ungefär lika stor på himlen som fullmånen.

### Nebulosor
- NGC 2438 är en planetarisk nebulosa av magnitud 10,8[16] och ligger framför M46.

### Novor
- Den 14 november 2007 upptäcktes Nova Puppis 2007 (V597 Pup) ungefär en grad nordöst om RS Puppis. Koordinaterna är RA = 8:16,3, DEC = -34°15', J2000.0. På kartan till höger är motsvaras detta ungefär av två tredjedelar av avståndet från Rho Puppis till Zeta Puppis.

### Exoplaneter
Ett flertal exoplaneter har upptäcks runt stjärnor i stjärnbilden Akterskeppet, dessa inkluderar följande upptäckter:
- Den 1 juli 2003 upptäcktes en planet runt stjärnan HD 70642. Detta planetära system påminner mycket om Jupiter med en vid cirkulär bana och en lång period.
- Den 18 april 2006 upptäcktes ett planetsystem runt den närmaste stjärnan i stjärnbilden, HD 69830, vilken tros ha en tre Neptunus-liknande planeter. Detta är det första multiplanetära system man har noterat där ingen Jupiter- eller Saturnus-liknande planet har upptäckts. Stjärnan har också ett asteroidbälte i regionen mellan mellanplaneten och den yttre planeten.
- Den 4 juli 2007 upptäcktes den första exoplaneten i den öppna stjärnhopen NGC 2423 runt den röda jätten NGC 2423-3. Denna planet har ungefär motsvarande 10,6 gånger Jupiters massa och dess omloppsbana befinner sig 2,1 AU från stjärnan.